# Saattut
Saattut (dawniej Sâtut) – osada w zachodniej Grenlandii, w gminie Qaasuitsup.
Według danych oficjalnych liczba mieszkańców w 2011 roku wynosiła 227 osób.